# بيل بلير (لاعب كرة قاعدة أمريكي)
بيل بلير (بالإنجليزية: Bill Blair)‏ هو لاعب كرة قاعدة أمريكي، ولد في 17 أكتوبر 1921 في دالاس في الولايات المتحدة، وتوفي في 20 أبريل 2014 في كامبل في الولايات المتحدة.